# واوسيف انزاغ (أنزاغ)
واوسيف انزاغ هو دُوَّار يقع بجماعة بني جميل، إقليم الحسيمة، جهة طنجة تطوان الحسيمة في المملكة المغربية. ينتمي الدوّار لمشيخة أنزاغ التي تضم 6 دواوير. يقدر عدد سكانه بـ 148 نسمة حسب الإحصاء الرسمي للسكان والسكنى لسنة 2004.

## روابط خارجية
- البوابة الوطنية للجماعات الترابية
- المندوبية السامية للتخطيط